# 2-Metilantraceno
2-Metilantraceno é o composto orgânico aromático de fórmula C15H12, SMILES CC1=CC2=CC3=CC=CC=C3C=C2C=C1 e massa molecular 192,26. É o derivado metilado na posição 2 do antraceno. Apresenta ponto de fusão 204-206 °C. É uma substância tóxica com risco de causar danos aos olhos que se apresenta na forma de sólido à temperatura ambiente. É classificado com o número CAS 613-12-7, número de registro Beilstein 2042447, número EC 210-329-3, número MDL MFCD00003583, PubChem Substance ID 24896783, NSC 87376 e MOL File 613-12-7.mol.
Pode ser obtido pela condensação catalítica contínua de 2,5-dimetilbenzofenona.
Como outros hidrocarbonetos aromáticos policíclicos, é contaminante controlado em solos e outros meios.